# The Gerogerigegege
A The Gerogerigegege japán együttes. Zeneileg széles skálán mozognak: főleg a zajzene (noise) és az experimental music műfajokban játszanak, de egyes albumaik a punk, grindcore és ambient műfajok jegyében készültek.

## Története
1985-ben alakultak a tokiói Sindzsukuban. Juntaro Yamanouchi alapította, és a mai napig ő az egyetlen tag, aki a kezdetektől szerepel a zenekarban. A második jelentős tag Gero 30, aki híres arról, hogy önkielégítést végez koncertek közben. A Gerogerigegege-re jellemző a különleges témák felhasználása és a polgárpukkasztás (az egyik albumuk végén például a japán nemzeti himnuszra közösülés volt rávágva). 2003-ban feloszlottak, de 2013 óta újból aktívak. Több tag is megfordult a zenekarban.

## Diszkográfia
- Studio and Live ("The Gero-P" néven, 1985)
- Senzuri Champion (1987)
- Showa (1988)
- Tokyo Anal Dynamite (1990)
- Live Greatest Hits (1991)
- Senzuri Power Up (1991)
- 45RPM Performance (1992)
- Hotel Ultra (1993)
- Nothing to Hear, Nothing to...1985 (1993)
- Endless Humiliation (1994)
- Instruments Disorder (1994)
- Mort Douce Live (1996)
- Hell Driver (1999)
- None Friendly (1999)
- RRRecycled Music (1999)
- Saturday Night Big Cock Salaryman (2001)
- Moenai Hai (2016)

## Válogatáslemezek
- Singles 1985-1993 (1994)
- Recollections of Primary Masturbation (1998)
- All You Need is an Audio Shock by Japanese Ultra Shit Band (2012)